# Auchenoglanis biscutatus
Auchenoglanis biscutatus és una espècie de peix de la família dels auquenoglanídids i de l'ordre dels siluriformes.

## Morfologia
- Els mascles poden assolir 54 cm de longitud total i 4.400 g de pes.[2][3]

## Alimentació
Menja insectes (principalment, larves de quironòmids) i mol·luscs.

## Hàbitat
És un peix d'aigua dolça i de clima tropical (24 °C-26 °C).

## Distribució geogràfica
Es troba a Àfrica: rius Nil, Níger i Senegal, i conques del llac Txad i del riu Gàmbia.